# Sorbet

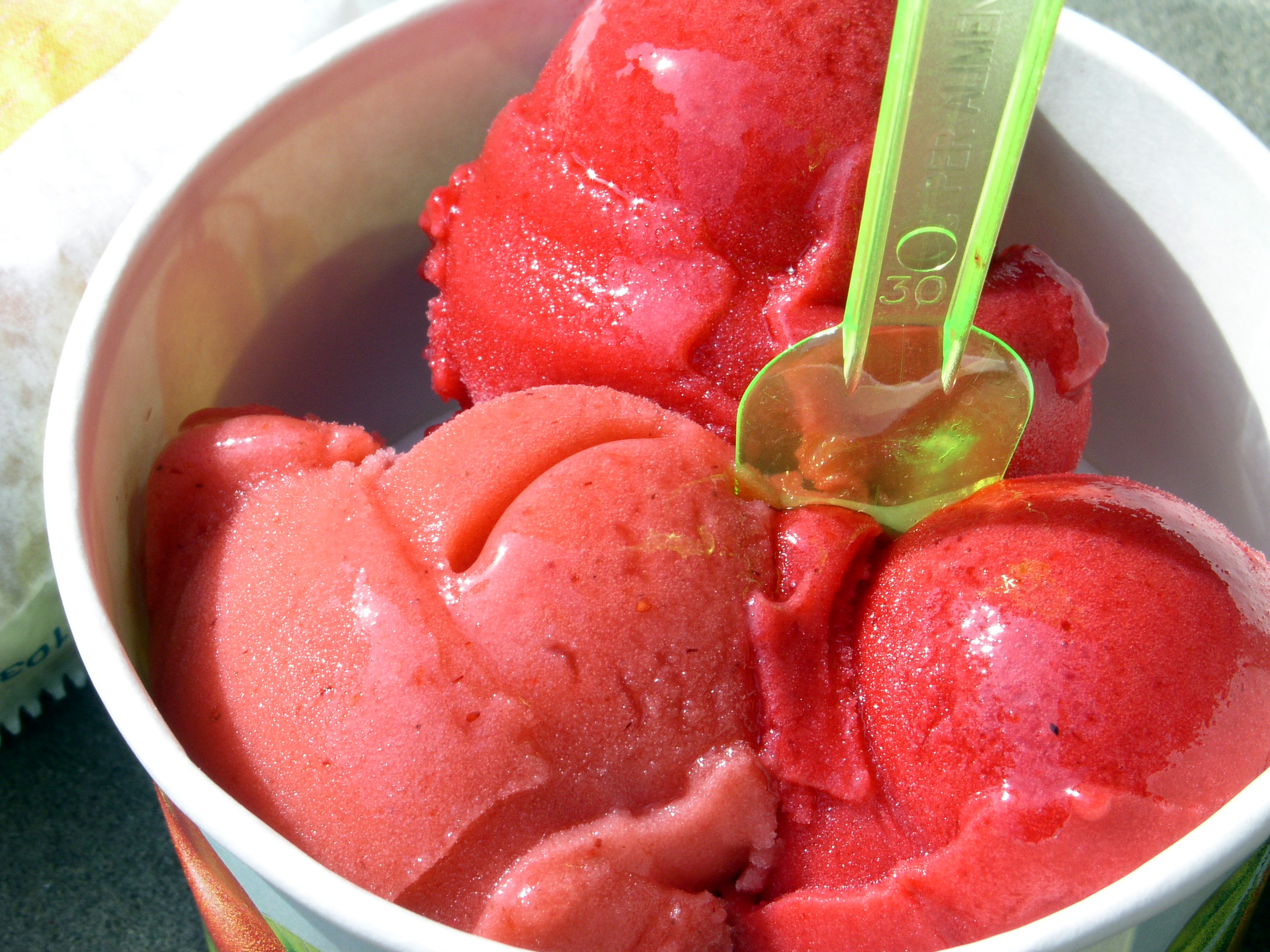
Hallon- och jordgubbsorbet.

Sorbet, från italienskans sorbetto, är en dessert gjord på fryst puré av frukt eller bär och sockerlag. Ibland ingår även äggvita, däremot inte mjölk eller grädde. Sorbet ska enligt den klassiska kokkonsten smaksättas med vin eller likör, vilket ibland förekommer.
En fin sorbet har en smidig och halvfast konsistens, likt snösörja. Alkoholen medför att temperaturen för fryspunkten sänks och gör sorbeten krämigare. Till skillnad från glass vill man att det ska vispas in så lite luft som möjligt i sorbeten, vilket gör att den blir kompakt och smakrik. Man fryser sorbet under omrörning, precis som glass, annars får man på grund av det höga vatteninnehållet, ett kompakt isblock. Eftersom sorbet smälter snabbt bör den lämna frysen först kort inpå servering. Den serveras ofta i (höga) portionsglas.
Sorbet kan förtäras som tillbehör till en dessert som cheesecake eller en torr kaka. Enligt fransk tradition serveras sorbet mellan förrätten och huvudrätten för att "rensa smaklökarna".
Sorbet var ursprungligen en österländsk snö- eller iskyld läskedryck av fruktsaft, socker och smakämnen.
Termen lär komma från italienskans sorbetto, vilket hämtats via kurdiskan,  turkiskan eller persiskan (se även sherbet) har arabisk ursprung (sharāb).